# Lot 48
Lot 48 est un canton dans le comté de Queens, Île-du-Prince-Édouard, Canada. Il fait partie de la Paroisse Bedford.

## Population
- 1 606 (recensement de 2001)[1]
- 1 791 (recensement de 2006)[1]
- 1 911 (recensement de 2011)[2]

## Communautés
Incorporé :
- Charlottetown
- Hazelbrook

Non-incorporé :
- Bunbury
- Cross Roads
- Donagh
- Johnstons River
- Watervale